# Kenny Dehaes
Kenny Dehaes, né le 10 novembre 1984 à Uccle, est un coureur cycliste professionnel belge, professionnel entre 2006 et 2019. Spécialiste du sprint, il a notamment remporté des semi-classiques comme la Handzame Classic, Halle-Ingooigem,  la Coupe Sels, Nokere Koerse et le Grand Prix de Denain mais aussi des victoires d'étape sur le Tour de Belgique, de Wallonie et de Picardie.

## Biographie

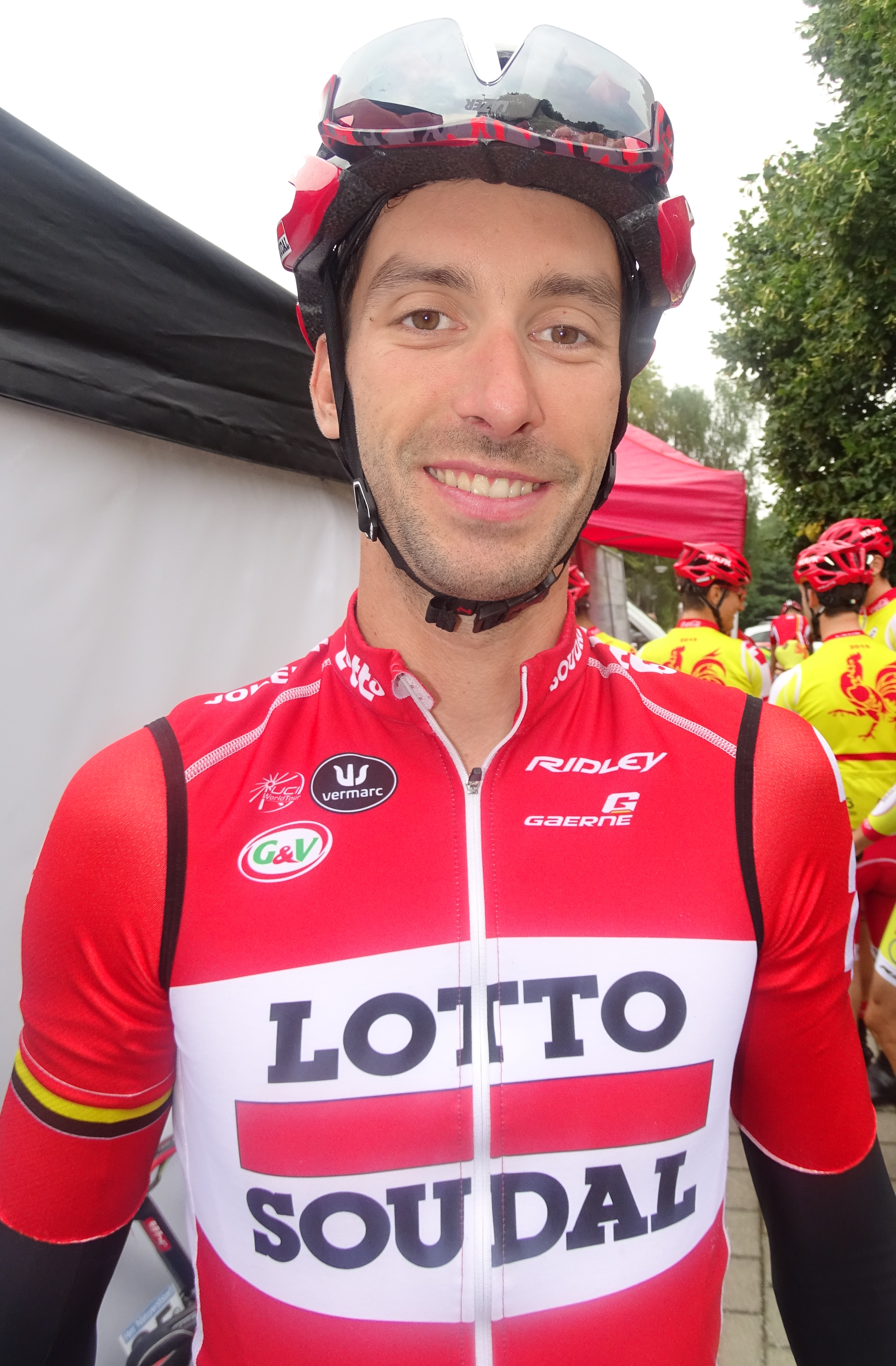
Kenny Dehaes lors du départ du Grand Prix de la ville de Zottegem 2015 qu'il remporte.

Kenny Dehaes est natif de Rhode-Saint-Genèse, une commune de la périphérie bruxelloise.
À la fin de la saison 2014, le contrat qui le lie à son employeur est prolongé pour l'année suivante.
En 2015, il gagne le Grand Prix de la ville de Zottegem devant ses compatriotes Antoine Demoitié et Oliver Naesen. À la fin de l'année, et après sept ans chez Lotto-Soudal, il change de formation et s'engage avec l'équipe continentale professionnelle Wanty-Groupe Gobert pour deux ans.
Il termine troisième de la Flèche du port d'Anvers durant l'été 2016.
Au mois d'août 2017 il fait le choix de quitter la formation Wanty-Groupe Gobert et s'engage avec l'équipe continentale professionnelle belge WB-Veranclassic-Aqua Protect pour la saison 2018. Le même mois il termine troisième du Grand Prix de la ville de Zottegem.
Il se classe quatrième de la Coupe Sels au deuxième semestre 2018.
En septembre 2019, il annonce qu'il met un terme à sa carrière de coureur cycliste à la fin de la saison.

### Vie privée
Kenny Dehaes habite à Petegem-aan-de-Leie, section de la ville de Deinze.
Kenny Dehaes est marié avec Romina Planckaert, fille du coureur cycliste Walter Planckaert, avec laquelle il a un fils, Stan, né en janvier 2016.

## Palmarès et classements mondiaux

### Palmarès amateur
- 2003

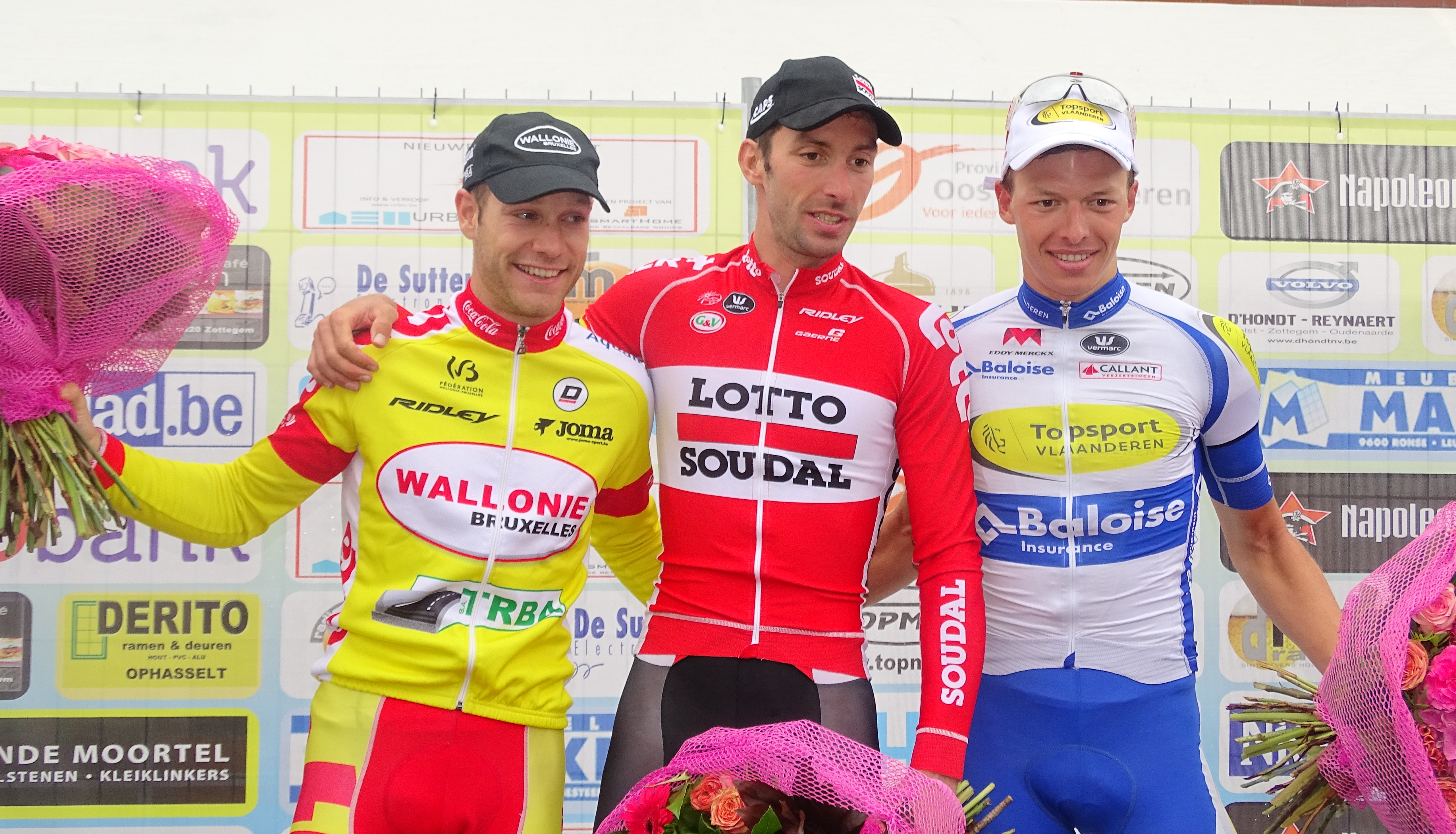
Podium de l'édition 2015 du Grand Prix de la ville de Zottegem : Antoine Demoitié (2e), Kenny Dehaes (1er) et Oliver Naesen (3e).

  - 4e étape du Tour du Limbourg amateurs
  - Championnat des Flandres amateurs
  - 2e du Grand Prix Criquielion
- 2004
  - Trofee van Haspengouw
- 2005
  - Champion du Brabant flamand espoirs
  - Tour des Flandres espoirs
  - 3e du Trofee van Haspengouw

### Palmarès professionnel
- 2007
  - Coupe Sels
- 2008
  - 3e étape des Quatre Jours de Dunkerque
  - 1re étape du Tour de Belgique
  - 5e de Gand-Wevelgem
- 2009
  - Grand Prix Beeckman-De Caluwé
- 2010
  - Grote Prijs Dr. Eugeen Roggeman
  - Grand Prix Beeckman-De Caluwé
  -  3e du Grand Prix de Fourmies
- 2011
  - 2e du Tour de Picardie
  - 2e du Grand Prix Jef Scherens
- 2012
  - Grote Prijs Dr. Eugeen Roggeman
  - 3e de la Gullegem Koerse
- 2013
  - Trofeo Palma de Mallorca
  - Handzame Classic
  - Halle-Ingooigem
  - 4e étape du Tour de Wallonie
- 2014
  - Tour de Drenthe
  - Nokere Koerse
- 2015
  - Grand Prix de la ville de Zottegem
- 2016
  - 5e étape des Quatre Jours de Dunkerque
  - 3e étape du Tour de Picardie
  - Tour du Limbourg
  - 3e du Grand Prix de Denain
  - 3e du Tour de Picardie
  - 3e de la Heistse Pijl
  - 3e de la Flèche du port d'Anvers
  - 3e de l'Arnhem Veenendaal Classic
- 2017
  - Gooikse Pijl
  - 2e de la Heistse Pijl
  - 2e du Grand Prix Jef Scherens
  - 2e de l'Eurométropole Tour
  - 3e de la Handzame Classic
  - 3e de GP Stad Zottegem
- 2018
  - Grand Prix de Denain
  - Grand Prix de la ville de Pérenchies
  - 3e du Grand Prix Jean-Pierre Monseré
  - 3e du Grand Prix Beeckman-De Caluwé

### Résultats sur les grands tours

#### Tour d'Italie
2 participations
- 2013 : 156e
- 2014 : hors délais (19e étape)

### Classements mondiaux
| Année                  | 2005 | 2006 | 2007 | 2008 | 2009 | 2010 | 2011 | 2012 | 2013 | 2014 | 2015 | 2016 |
| ---------------------- | ---- | ---- | ---- | ---- | ---- | ---- | ---- | ---- | ---- | ---- | ---- | ---- |
| Calendrier mondial UCI |      |      |      |      |      | 270e |      |      |      |      |      |      |
| UCI World Tour         |      |      |      |      |      |      | 207e | nc   | nc   | nc   | nc   |      |
| UCI Europe Tour        | 431e | 340e | 96e  | 75e  |      |      |      |      |      |      |      | 12e  |